# أحمد مشتهى
أحمد مشتهى- ممثل ومخرج أردني، له العديد من الأعمال التلفزيونية والمسرحية، توفي في الأردن عام 2019م.

## السيرة الذاتية
يُعد الفنان أحمد مشتهى من المؤسسين للمسرح الأردني وعضو فيها منذ العام 1963، وعضو في نقابة الفنانين الأردنيين، حصل على شهادة تقدير لمشاركته في مسلسل "وجه الزمان"، لما لهذا العمل من قوة في الأداء للفنانين المشاركين، والقصة التي تناولها، وتم تحويله كذلك إلى فيلم. بدأ مشتهى مشواره الفني عندما كان طالبًا بمدرسة الحسين الثانوية، وتمكن بموهبته أن يقدم عدة مسرحيات على مسرح كلية الحسين، حيث أخرج مسرحية "الإسراء والمعراج"، ووقف مشتهى على خشبة المسرح لأول مرة عندما كان طالباً لا يتجاوز عمره 15 عاماً ضمن عروض للهواة، وشكّل في مرحلة لاحقة ما يشبه الثنائي مع الفنان إبراهيم حداد في تجارب قروية وتراثية أشهرها «الكف والمخرز» و«السقاية». توجّه مشتهى عام 1982 إلى مصر وأسهم في إنتاج فيلم «الأيام تصنع النهاية» إخراج كمال اللحام وبطولة محمود المليجي ونادية السبع وانضمّ إلى مسرحية «أزمة شرف» مع الفنان شكري سرحان وشارك عبر محطات مختلفة في «نجمة والأستاذ» مع جيانا عيد و«من غير ليه» مع خالد زكي و«أهلاً بالأحلام» مع يوسف شعبان ومسلسلات كوميدية للفنان ربيع شهاب.
كان أحمد مشتهى من أعضاء فرقة الفنان داوود جلال. وله العديد من الأعمال التلفزيونية والمسرحية.
توفي في 11 مارس 2019م. عن عمر ناهز (72) عامًا.

## الأعمال الفنية
للفنان أحمد مشتهى العديد من الأعمال الفنية، والتي تقارب المئة (100) عمل فني، ما بين مسلسلات وسهرات تلفزيونية وأفلام، نذكر من بينها:
- ضوء أسود- مسلسل- 2017م
- دقة قلب- مسلسل- 2016م
- مالك بن الريب- مسلسل- 2016م
- موج أزرق- مسلسل- 2014م
- الصلح خير- مسلسل- 2013م
- بوابة القدس- مسلسل- 2011م
- جمر الغضا- مسلسل- 2009م
- راعية الوضحا: الغريبة- مسلسل- 2009م
- قبائل الشرق- مسلسل- 2009م
- ليلى (ح1) - مسلسل- 2009م
- أبو جعفر المنصور- مسلسل- 2008م
- عسى ما شر- مسلسل- 2008م
- عودة ابو تايه- مسلسل- 2008م
- عيون عليا- مسلسل- 2008م
- غلطة نوف- مسلسل- 2008م
- من نبع الحياة- مسلسل 2008م
- نيران البوادي- مسلسل- 2008م
- خلف...كلمة شرف- مسلسل- 2007م
- فارس الصحراء/جرح الرمال- مسلسل- 2007م
- نمر بن عدوان- مسلسل- 2007م
- واضحا وابن عجلان- مسلسل- 2007م
- آخر أيام اليمامة- مسلسل- 2005م
- الرغبة في السقوط- فيلم- 2005م
- من الواحد إلي المليون- مسلسل- 2004م
- الحجاج- مسلسل- 2003م
- الإمبراطور- مسلسل- 2003م
- بقايا رماد- مسلسل- 2002م
- نجاتي وحرمه- مسلسل- 2002م
- الصرخة - مسلسل- 2001م
- ذي قار: يوم من أيام العرب- مسلسل- 2001م
- عودة متعب- مسلسل-2001م
- للأمل عودة- مسلسل- 2001م
- الأخدود- مسلسل- 2000م
- الدرب الطويل- مسلسل- 2000م
- نهيل- مسلسل- 2000م
- أم الكروم - مسلسل- 1999م
- تل الشومر- مسلسل- 1999م
- الوشم- مسلسل- 1998م
- جرح الغزالة - مسلسل- 1998م
- دوائر الضياع- مسلسل- 1998م
- من اجل عينيها- مسلسل- 1998م
- الجذور السوداء- مسلسل- 1997م
- تحت السماء الزرقاء- مسلسل- 1997م
- متعب وعساف- مسلسل- 1997م
- خيمة على الطريق- مسلسل- 1996م
- سلامة تسلمك- مسلسل- 1996م
- لقاء القلوب - مسلسل- 1996م
- أبو حيان التوحيدي- مسلسل- 1995م
- التراب المر - مسلسل- 1995م
- الفرداوي- مسلسل- 1995م
- دائرة الانتقام- مسلسل-1995م
- ستائر الصمت- مسلسل- 1995م
- مرايا الحب- مسلسل- 1995م
- وفاء وتضحية- مسلسل- 1995م
- الكف والمخرز- مسلسل- 1992م
- الدفلة- مسلسل- 1985م
- تل الريشوني - مسلسل- 1983م
- الأيام تصنع النهاية - فيلم -1982م ، (مونتير)